# 52 (nombre)
Pour les articles homonymes, voir 52 (homonymie).
Le nombre 52 (cinquante-deux) est l’entier naturel qui suit 51 et qui précède 53.

## En mathématiques
Le nombre 52 est :
- un nombre composé deux fois   brésilien (ou 2-brésilien) car 52 = 4412 = 2225,
- le 5e nombre de Bell,
- un nombre décagonal,
- un nombre intouchable, puisqu’il n’est jamais la somme des diviseurs propres de n’importe quel nombre,
- un nombre noncototient puisqu’il n’est jamais solution de l’équation {\displaystyle x-\varphi (x)\,=52}.

## Dans d'autres domaines
Le nombre 52 est aussi :
- Le numéro atomique du tellure, un métalloïde.
- 52 : c'est le numéro officiel de l'immatriculation PDP de Sage.
- le numéro de la sourate At-Tur dans le Coran.
- Le nombre de semaines complètes dans une année commune.
- Sur un piano, le nombre de touches blanches.
- La HWM 52, une Formule 1.
- Le nombre de cartes dans un paquet standard de cartes à jouer, en ne comptant pas les jokers.
- L’indicatif téléphonique international pour appeler le Mexique.
- Le no  du département français de la Haute-Marne.
- Années historiques : 52 av. J.-C., 52 ou 1952.
- Ligne 52
- Une bande dessinée de DC Comics.

- « 52 minutes » émission humoristique de la télévision suisse romande (RTS).